# Kind of Blue
Ne doit pas être confondu avec Kind of Blue (groupe).
Albums de Miles Davis
Porgy and Bess
(1958) Sketches of Spain
(1960)
Kind of Blue est un album de jazz de Miles Davis sorti le 17 août 1959 sur le label Columbia Records (référencé CL 1355). Il a été enregistré la même année, du 2 mars au 22 avril à New York. Les enregistrements s'effectuent en deux sessions avec le sextet de Miles Davis, composé des saxophonistes John Coltrane et Julian « Cannonball » Adderley, des pianistes Bill Evans et Wynton Kelly, du batteur Jimmy Cobb et du contrebassiste Paul Chambers.
Après le retour de Bill Evans dans son sextet, Miles Davis a poursuivi l'exploration de la modalité abordée avec l'album Milestones (1958) et qu'il consacre entièrement sur cet album, contrairement à ses précédentes œuvres qui suivaient le courant jazz hard bop.
Bien que le nombre de ventes ait été discuté, Kind of Blue a été décrit par de nombreux compositeurs non seulement comme l'album le plus vendu de Miles Davis, mais comme le disque de jazz le plus vendu de tous les temps. Le 18 novembre 2019, la Recording Industry Association of America a certifié ses ventes de 5 disques de platine (plus de 5 millions d'unités).
Kind of Blue a été considéré par de nombreux critiques comme le meilleur album de jazz, le chef-d'œuvre de Miles Davis, et un des plus grands albums de tous les temps. Son influence sur la musique, jazz, rock et classique, a conduit les compositeurs à le reconnaître comme l'un des albums les plus influents jamais enregistrés. Aux  États-Unis, Kind of Blue a été sélectionné en 2002 par la Bibliothèque du Congrès parmi les 50 albums qui ont intégré le Registre national des enregistrements, et, en 2003, le magazine Rolling Stone l'a classé douzième dans sa liste des 500 plus grands albums de tous les temps.

## Genèse de l'album
Davis crée en 1958 un des meilleurs groupes de jazz du moment, avec des membres permanents : le saxophoniste alto Cannonball Adderley, le saxophoniste ténor John Coltrane, le pianiste Bill Evans, le contrebassiste de longue date Paul Chambers et le batteur Jimmy Cobb. Son groupe joue des standards pop et des bebop de Charlie Parker, Thelonious Monk, Dizzy Gillespie et Tadd Dameron. Sur les morceaux au style bebop, les membres du groupe de Davis improvisent généralement sur les changements d'accords. Miles Davis est un musicien insatisfait par le be-bop, jugeant la complexité des grilles harmoniques gênante pour la créativité.
Le pianiste George Russell publie en 1953 Lydian Chromatic Concept Of Tonal Organization, où il décrit une approche alternative de l'improvisation basée sur les accords et les changements d'accords. En abandonnant la clé traditionnelle majeur et mineur de la musique classique, Russell développe une nouvelle formulation en utilisant des gammes ou une série de gammes pour les improvisations ; cette approche a ouvert la voie au jazz modal. Davis est influencé par les idées de Russell et met en œuvre sa première composition modale avec le titre éponyme de son album studio Milestones enregistré en février 1958 et ses premières sessions avec Bill Evans. Satisfait des résultats, Davis prépare alors un album entièrement basé sur cette approche modale. Le pianiste Bill Evans avait déjà étudié avec Russell et vient de quitter le sextet de Davis afin de poursuivre sa propre carrière. Il est rappelé de nouveau pour réaliser les sessions d'enregistrement de ce nouveau projet qui allait aboutir à l'album Kind of Blue.

## Enregistrement
Kind of Blue contient cinq titres enregistrés en deux sessions au Columbia's 30th Street Studio situé à New York. Les titres qui composent la face 1 du long play (LP) (So What, Freddie Freeloader et Blue in Green) sont enregistrés lors de la première session le 2 mars 1959. Les deux autres titres présents sur la face 2, Flamenco Sketches et All Blues sont enregistrés le 22 avril. La production est assurée par Teo Macero, qui avait produit Miles Davis sur deux précédents LP et par Irving Townsend.
| Musicien                   | Instrument      | Titre      |  | Équipe technique      |                 |
| -------------------------- | --------------- | ---------- |  | --------------------- | --------------- |
| Miles Davis                | trompette       | 1 à 5      |  | Producteur            | Irving Townsend |
| John Coltrane              | saxophone ténor | 1 à 5      |  | Ingénieur du son      | Fred Plaut      |
| Julian Cannonball Adderley | saxophone alto  | 1, 2, 4, 5 |  | Liner notes d'origine | Bill Evans.     |
| Bill Evans                 | piano           | 1, 3 à 5   |  | Photographie          | Jay Maisel      |
| Wynton Kelly               | piano           | 2          |  |                       |                 |
| Paul Chambers              | contrebasse     | 1 à 5      |  |                       |                 |
| Jimmy Cobb                 | batterie        | 1 à 5      |  |                       |                 |

Miles Davis n'avait quasiment pas demandé de répétitions pour l'enregistrement et les musiciens avaient reçu peu d'informations sur ce qui devait être enregistré,. Comme l'indique le pianiste Bill Evans dans le liner notes d'origine, Davis avait seulement donné au groupe des esquisses de gammes et de lignes mélodiques sur lesquelles improviser. Une fois les musiciens réunis, Davis donne de brèves instructions pour chaque morceau puis fait entrer le sextet en studio d'enregistrement. Bien que le résultat soit impressionnant avec si peu de préparation, la légende qui voudrait que l'album ait été enregistré en une seule prise est cependant fausse. Deux prises ont été effectuées du morceau Flamenco Sketches et une des versions jusque-là inédite est publiée en 1997 en titre bonus sur la réédition de l'album,.
Le pianiste Wynton Kelly ne devait pas être ravi de voir Bill Evans qu'il venait de remplacer, revenir pour cet enregistrement. Davis fait jouer cependant Kelly à la place de Evans sur Freddie Freeloader, un morceau davantage orienté blues, peut-être pour apaiser cette impression du pianiste qui était meilleur dans ce registre là.[réf. nécessaire][pas clair]

## La musique

### Composition
Kind of Blue est entièrement basé sur l'approche modale contrairement aux précédents travaux de Davis au style davantage orienté hard bop et sa progression d'accords complexes est basée sur l'improvisation. L'album est composé comme une série d'« esquisses modales », dans lesquelles chaque musicien a reçu un ensemble de gammes qui indiquent les principales caractéristiques de l'improvisation et du style. Ce style contraste avec les méthodes traditionnelles de composition, consistant à fournir aux musiciens les partitions complètes ou bien en apportant aux musiciens une progression d'accords comme c'est souvent le cas pour le jazz d'improvisation.

Une approche modale de ce type n'est pas propre à cet album. Miles Davis avait déjà utilisé cette méthode sur ses albums Milestones et Porgy and Bess, sur lesquels il exploite les influences modales pour des compositions de son collaborateur Gil Evans. À l'origine cette approche originale est développée en 1953 par le pianiste et écrivain George Russell. Davis voit dans les méthodes de composition de Russell un moyen de s'écarter des compositions souvent denses de cette époque, que Davis nomme « épaisses ». La composition modale avec sa dépendance aux gammes et aux modes, représente comme le rappelle Davis « un retour à la mélodie »,. Davis a perfectionné cette forme de composition contrairement à la progression d'accords simple qui prédomine dans le bebop. Dans un entretien en 1958 avec le critique musical Nat Hentoff de The Jazz Review, il déclare : 

« Absence d'accord... vous donne beaucoup plus de liberté et d'espace pour entendre des choses. Lorsque l'on va dans cette direction, on peut y aller pour toujours. On n'a pas à se soucier des changements et on peut faire plus avec la ligne [mélodique]. Cela devient un défi pour voir à quel point on peut être innovant dans la mélodie. Quand on se base sur les accords, on sait à la fin des 32 mesures que les accords sont terminés et il n'y a rien d'autre à faire que de répéter ce que l'on vient de faire - avec des variations. Je pense qu'un mouvement en jazz commence loin de la série classique des accords... il y aura moins d'accords mais des possibilités infinies à n'en savoir que faire. »

### Titres de l’album
À propos des instructions données par Miles aux musiciens, Bill Evans écrit sur le liner notes du LP : « Miles a conçu ces paramètres seulement quelques heures avant les dates d'enregistrement. » et ajoute « tu entendras donc quelque chose proche de la pure spontanéité dans ces interprétations »,. Evans poursuit avec une introduction sur les modes utilisés dans chacune des compositions de l'album.
Le morceau So What se compose d'un mode basé sur deux gammes : seize mesures sur la première suivies de huit mesures sur la deuxième, puis à nouveau huit sur la première. Le thème de 32 mesures (8 x 2 sur un accord de ré mineur 7e - un pont de 8 mesures sur mi b mineur 7e - 8 sur ré mineur 7e) qui se prête bien à l'improvisation modale. La composition Impressions de John Coltrane est construite sur la même grille harmonique. Selon George Russell, l'improvisation de Miles Davis sur ce morceau est l'une des plus parfaites de l'histoire du jazz. Russell a d'ailleurs écrit un arrangement pour big band de ce solo qu'il a enregistré à plusieurs reprises avec le Living Time Orchestra.
Le titre suivant, Freddie Freeloader est un standard blues en Si bémol sur 12 mesures où les deux dernières mesures varient une fois sur deux, la première étant un La bémol et la seconde le Si bémol.
Blue in Green se compose d'une boucle de dix mesures après une courte introduction de quatre mesures.
All Blues est un blues en sol de douze mesures en 6/4.
Le dernier titre Flamenco Sketches regroupe une série de cinq gammes qui sont chacune jouées « aussi longtemps que le soliste le souhaite jusqu'à ce qu'il ait achevé la série ». Le morceau est fortement inspiré par Peace Piece (album Everybody Digs Bill Evans, Riverside, 1958), un morceau de Bill Evans qui repose sur deux accords répétés en boucle. Evans avait d'ailleurs utilisé cette « boucle d'accords » comme introduction pour la composition de Leonard Bernstein Some other time (morceau non publié sur l'album de 58, mais disponible sur des rééditions du disque).
Le liner notes mentionne que Davis est l'auteur de toutes les compositions de l'album, mais des spécialistes prétendent que Bill Evans a composé une partie ou l'ensemble des morceaux Blue in Green et Flamenco Sketches,. Bill Evans est donné comme coauteur avec Miles Davis du morceau Blue in Green qu'il enregistre sur son album Portrait in Jazz. La  paternité de Bill Evans sur ce sujet est reconnue en 2002. La pratique consistant pour le leader d'un groupe à s'approprier la paternité d'un morceau écrit par un sideman se présente souvent dans le monde du jazz. Ce fut le cas notamment avec le célèbre saxophoniste Charlie Parker avec Miles Davis lorsque Parker s'est attribué l'écriture du morceau Donna Lee, écrit par Davis alors qu'il était employé en tant que sideman dans le quintet de Charlie Parker dans les années 1940. Le morceau est devenu plus tard un standard de jazz populaire. Un autre exemple est l'introduction de So What, attribuée à Bill Evans et qui est étroitement basée sur les mesures de l'ouverture Voiles (1910) du compositeur Claude Debussy, le second prélude de son premier recueil de préludes.
| N°     | Titre              | Compositeur               | Durée |
| ------ | ------------------ | ------------------------- | ----- |
| Face 1 |                    |                           |       |
| 1.     | So What            | Miles Davis               | 9:22  |
| 2.     | Freddie Freeloader | Miles Davis               | 9:49  |
| 3.     | Blue in Green      | Miles Davis et Bill Evans | 5:38  |
| Face 2 |                    |                           |       |
| 4.     | All Blues          | Miles Davis               | 11:33 |
| 5.     | Flamenco Sketches  | Miles Davis et Bill Evans | 9:26  |

Une seconde version du morceau Flamenco Sketches - 9:32 est proposée en titre supplémentaire sur la réédition en CD parue en 1997.

## Réception et influence

### La scène jazz
Kind of Blue est paru le 17 août 1959 sur Columbia Records aux États-Unis, dans les deux formats mono et stéréo. L'album a depuis cette date souvent été considéré comme la plus importante création de Miles Davis et son album le plus célèbre. Il a de plus été cité en tant que disque de jazz le plus vendu de tous les temps,, malgré des revendications plus tard l'attribuant à une autre réalisation de Davis Bitches Brew (1969), premier disque d'or officiel. Kind of Blue a également été reconnu comme l'un des albums les plus influents de l'histoire du jazz. L'album est régulièrement classé parmi les plus grands albums de tous les temps. Pour la critique de l'album sur AllMusic, Stephen Thomas Erlewine déclare : « Kind of Blue n'est pas seulement une étape artistique importante pour Miles Davis, c'est un album qui domine ses pairs, un enregistrement généralement considéré comme l'album ultime de jazz, un standard universellement reconnu d'excellence. Pourquoi Kind of Blue apparaît comme un mystique ? Peut-être parce que cette musique n'a jamais affiché son génie… C'est le summum du jazz modal - la tonalité et les solos sont construits à partir d'une clé générale, pas un accord ne change, ce qui offre à la musique une qualité qui évolue de manière subtile… Il est peut-être exagéré de dire que si l'on n'aime pas Kind of Blue, on n'aime pas le jazz - mais il est difficile de l'imaginer autrement que comme une pierre angulaire de toute collection de jazz ».
L'arrivée sur la scène jazz en 1958 du saxophoniste Ornette Coleman, particulièrement remarqué par la sortie de son disque The Shape of Jazz to Come la même année, atténue cependant l'impact créé par la parution de Kind of Blue, un hasard d'édition qui irrita Miles Davis. Davis et Coleman offraient deux options aux règles rigides du be-bop mais Davis ne va pas pour autant se rapprocher des innovations free jazz de Coleman, bien que Davis ait intégré dans son grand quintet du milieu des années 1960 des musiciens influencés par les idées de Coleman et préfère offrir sa propre version du free en jouant avec ses formations de jazz fusion dans les années 1970. Les musiciens qui accompagnent Davis sur l'album ont par la suite réussi par eux-mêmes. Evans a formé un trio de jazz avec le bassiste Scott LaFaro et le batteur Paul Motian ; Cannonball Adderley s'illustre dans des groupes populaires avec son frère Nat ; Kelly, Chambers et Cobb continuent leurs tournées, à enregistrer sous le nom de Kelly, avec l'appui de Coltrane et de Wes Montgomery entre autres ; Coltrane allait devenir ensuite l'un des musiciens de jazz les plus vénérés et novateurs. Coltrane a poursuivi sa musique avec l'approche modale, probablement davantage que Davis et a continué avec elle au cours de sa carrière dans les années 1960 en tant que leader, faisant progresser sa musique avec des idées de Coleman tout au long de la décennie.

### Influence sur la musique
L'influence de l'album s'est répandue bien au-delà du jazz, des musiciens évoluant dans des domaines comme le rock et le classique ont été influencés par Kind of Blue et les critiques l'ont aussi reconnu comme l'un des albums les plus influents de tous les temps,. De nombreux musiciens du rock improvisé des années 1960 ont mentionné Kind of Blue comme source d'inspiration ainsi que d'autres albums de Davis mais aussi les enregistrements modaux de Coltrane My Favorite Things (1961) et A Love Supreme (1965). Le guitariste Duane Allman du groupe The Allman Brothers Band a déclaré à propos de son jeu solo sur des morceaux tels que In Memory of Elizabeth Reed « provient de Miles et Coltrane et en particulier de Kind of Blue. J'ai écouté cet album tant de fois que les deux dernières années, je n'ai pas écouté grand chose d'autre ». Richard Wright, claviériste des Pink Floyd a également déclaré que les progressions d'accords sur l'album ont influencé la structure des accords de l'introduction du morceau Breathe de leur opus historique The Dark Side of the Moon (1973). Dans son livre Kind of Blue: The Making of a Miles Davis Masterpiece, l'écrivain Ashley Kahn écrit "toujours reconnu comme branché, quatre décennies après avoir été enregistré, Kind of Blue est le premier album de son époque, jazz ou autre. Son introduction vaporeuse au piano est universellement reconnue ». Le producteur Quincy Jones, un ami de longue date de Davis, a écrit : « Cela [Kind of Blue] sera toujours ma musique, mec. Je joue Kind of Blue tous les jours, c'est mon jus d'orange. Il sonne encore comme s'il avait été réalisé hier ». Le pianiste Chick Corea, l'un des acolytes de Miles, a également été impressionné par sa majesté, en affirmant plus tard : « C'est une chose de juste jouer un morceau ou de jouer un programme de musique, mais c'est autre chose de quasiment créer un nouveau langage musical, qui est ce que Kind of Blue a fait. ».
Une caractéristique importante de Kind of Blue est que l'ensemble de l'enregistrement est novateur et pas seulement un titre ou deux. Le vibraphoniste américain Gary Burton a aussi mentionné cet aspect en déclarant que « Ce n'était pas seulement un morceau, qui était une création majeure, c'était l'ensemble de l'enregistrement. Lorsque de nouveaux styles jazz apparaissent, les premières tentatives pour le faire sont habituellement peu stables. Les premiers enregistrements de Charlie Parker étaient comme ça. Mais avec Kind of Blue [le sextuor] tout fait penser qu'ils étaient entièrement rentrés dedans. ». Avec Time Out (1959) de The Dave Brubeck Quartet et Giant Steps (1959) de Coltrane, Kind of Blue a souvent été recommandé par les auteurs d'ouvrages de musique comme un album de jazz introductif pour des raisons similaires : la musique sur les deux enregistrements est très mélodique et l'impression de détente offert par les morceaux permet aux auditeurs de suivre facilement l'improvisation, sans que ce soit au détriment de l'apport artistique ou expérimental.
Kind of Blue est cité par de nombreux auteurs et critiques musicaux comme le plus grand album de jazz et se place dans le sommet des listes de meilleurs albums dans différents genres musicaux,. En 1992, l'album reçoit le Grammy Hall of Fame Award. En 2002, Kind of Blue est l'un des 50 enregistrements que la Bibliothèque du Congrès a choisi d'ajouter cette année-là au Registre national des enregistrements (National Recording Registry). L'album est aussi élu au 12e rang de la liste des 500 plus grands albums selon le magazine Rolling Stone et il est mentionné : « Ce chef-d'œuvre artistique est l'un des albums les plus importants, influents et populaires dans le jazz ».

## Certifications
| Pays              | Certification | Date       | Unités certifiées |
| ----------------- | ------------- | ---------- | ----------------- |
| Australie (ARIA)  | 2 × Platine   | 18/03/2016 | 140 000           |
| Belgique (BEA)    | Or            | 29/11/2003 | 25 000            |
| Danemark (IFPI)   | Or            | 02/2020    | 10 000            |
| États-Unis (RIAA) | 5 × Platine   | 18/11/2029 | 5 000 000         |
| France (SNEP)     | 2 × Or        | 15/09/1999 | 200 000           |
| Italie (FIMI)     | 2 × Platine   | 01/2022    | 100 000           |
| Pays-Bas (NVPI)   | Argent        | 1996       |                   |
| Royaume-Uni (BPI) | 2 × Platine   | 18/11/2016 | 600 000           |